# Subbar
Subbar (łac. Diocesis Subbaritanus) – stolica historycznej diecezji we Cesarstwie rzymskim w prowincji Mauretania Cezarensis, zlikwidowana w VII w. podczas ekspansji islamskiej, współcześnie w północnej Algierii. Obecnie katolickie biskupstwo tytularne. 

## Biskupi tytularni
| Lp. | Biskup                     | Funkcja                                            | Od                   | Do               |
| --- | -------------------------- | -------------------------------------------------- | -------------------- | ---------------- |
| 1   | Marcelino Olaechea Loizaga | emerytowany arcybiskup Walencji (Hiszpania)        | 19 listopada 1966    | 11 grudnia 1970  |
| 2   | Arthur Henry Krawczak      | biskup pomocniczy Detroit (USA)                    | 8 lutego 1973        | 13 stycznia 2000 |
| 3   | Cherubim Alfred Dambui     | biskup pomocniczy Port Moresby (Papua-Nowa Gwinea) | 30 października 2000 | 24 czerwca 2010  |
| 4   | Joseph Binzer              | biskup pomocniczy Cincinnati (USA)                 | 6 kwietnia 2011      |                  |